# 5994 Yakubovich
5994 Yakubovich eller 1981 SZ7 är en asteroid i huvudbältet som upptäcktes den 29 september 1981 av den sovjetisk-ryska astronomen Ljudmila Zjuravljova vid Krims astrofysiska observatorium på Krim. Den är uppkallad efter Leonid Yakubovich.
Asteroiden har en diameter på ungefär 11 kilometer.